# Institution Fénelon
L'Institution Fénelon est un ensemble scolaire qui comprend un collège, un lycée d'enseignement général et technologique et un lycée professionnel "Notre-Dame" (depuis 2017). Avec les écoles primaires Saint François d'Assise (qui est le regroupement en 2020 des écoles Saint-Jean et Immaculée conception) (Elbeuf) et Saint-Joseph (Oissel), ils constituent les Établissements Catholiques d'Elbeuf, sous contrat d'association avec l'État. L'Institution Fénelon est située 2, rue d'Alsace à Elbeuf sur Seine en Seine-Maritime.

## Historique

### Les débuts de l'institution
La création de l'institution remonte à la fin du XIXe siècle. Avec seulement trois établissements catholiques en Seine-Inférieure, l'Église souhaite développer plus d'écoles. En 1884, l'abbé Edmond Valentin Renaud, curé de l'église Saint-Jean, cherche à agrandir son pensionnat primaire de jeunes garçons, il choisit d'étendre le pensionnat en achetant une fabrique et en informe Monseigneur Thomas, archevêque de Rouen. Ce dernier accepte mais demande à voir plus grand, il confie à l'Abbé le soin de construire un bâtiment neuf. Le choix du terrain et la construction sont rapides, la première pierre est posée le jeudi 16 avril 1885 et l'inauguration de ce qui s'appelle alors "École Fénelon" (en hommage à François de Salignac de La Mothe-Fénelon) a lieu le lundi 12 octobre de la même année. D'ailleurs, le bâtiment a la forme d'un F. La chapelle de l'établissement a été construite en 1887. L'établissement est édifié sur les plans de l'architecte municipal Stanislas Laquerrière. On note que le lanternon du bâtiment principal abrite un carillon composé de huit cloches actionnées par des tambours mécaniques. 
Les premières années se passent relativement bien sous la direction de l'abbé Boutard, mais en 1899, le conseil académique de Caen transforme une petite institution privée d'Elbeuf en annexe du Lycée Corneille de Rouen (qui deviendra le futur lycée André-Maurois). Cette demande émane en réalité du conseil municipal qui réclame une institution publique depuis 1886. La concurrence du public a un léger impact sur l'effectif de l'École Fénelon, qui connaît d'autres difficultés, avec le départ de l'abbé Boutard, pour des raisons médicales, la mort de l'archevêque de Rouen, mais aussi des problèmes financiers. L'école est endettée, en partie à cause de divers travaux d'extensions (Chapelle, Salle des fêtes, internat...). Cependant, l'année 1895 voit apparaître un nouveau directeur, l'abbé Maurice et un regain du nombre d'inscrits, avec 96 élèves. C'est le début d'un essor pour l'école, qui compte 120 élèves en 1897 et 42 internes en 1899. Dans la même période, les dettes se résorbent et la santé financière de l'établissement est rétablie. Toujours en 1899, est créée "l'Association des anciens élèves de l'École Fénelon", par autorisation préfectorale, elle ne devient association enregistrée sous le coup de la loi de 1901 qu'en 1907.
Si l'institution continue à bien fonctionner et à se développer, l'année 1907 lui porte un coup d'arrêt. La loi de séparation des Églises et de l'État de 1905, oblige les religieuses qui assuraient l'enseignement de quitter l'établissement, par l'ordre de la Préfecture. Des laïcs sont engagés, mais coûtent beaucoup plus cher à l'école qui voit de plus une partie de ses effectifs diminuer. Après une liquidation d'une partie de ses biens en 1907, l'école survit tant bien que mal. L'année 1911 est sur le point d'achever l'établissement, toujours endetté, mais qui voit de plus, ses locaux inondés par la crue de la Seine en 1910.
L'institution est cependant sauvée par la "Société Civile Immobilière" qui rachète l'établissement et éponge ses dettes. L'école Fénelon devient alors un "établissement libre d'instruction secondaire", réservé aux garçons, et les cours sont partagés entre des abbés et des laïcs.

### Fénelon, de la Grande Guerre à la Libération

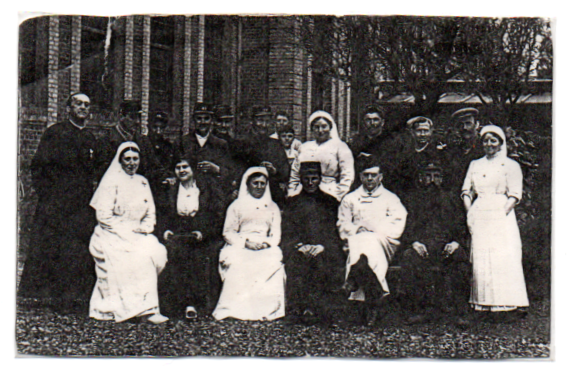
Infirmières et soldats en convalescence dans l'institution Fénelon pendant la première Guerre Mondiale

Lorsque la guerre éclate en 1914, le nombre très important de blessés oblige les pouvoir publics à réquisitionner l'établissement, qui devient l’Hôpital Militaire Auxiliaire no 103. Les cours reprennent à la rentrée dans des locaux divers, éparpillés dans la ville, avec des effectifs réduits dans les équipes éducatives, certains abbés étant envoyés au front, comme l'abbé Jean Lajule, qui meurt le 23 mai 1915 à Notre Dame de Lorette. Du fait de la guerre, le nombre d'élèves diminue dans un premier temps, avant d'augmenter de nouveau, avec l'arrivée des réfugiés en provenance du Nord-Est de la France. Il y avait 86 élèves en 1913, ils sont 124 à la fin de la guerre.
Pendant la deuxième guerre mondiale, l'école est d'abord utilisée pour loger des réfugiés belges, avant d'être réquisitionnée par les Allemands à partir du 1eraoût 1940. Le 25 juin 1944 4 obus s'abattent sur Fénelon sans causer de dégâts majeurs.
Dans la même période, l'école Notre-Dame est créée en 1938 à Thuit-Signol (Bosc-Feré dans l'Eure).

### De l'après-guerre jusqu'à aujourd'hui
L'après-guerre est une période de reconstruction mais aussi de création de nouvelles structures. En 1952, le chauffage central au fioul est installé. En 1965, à l'initiative du Père Bardon, Fénelon "absorbe" les classes du secondaire de Saint Jean, les classes complémentaires de l'Immaculée et celles de Jean-Baptiste de la Salle. En 1967, le primaire de Saint Jean fusionnait avec Fénelon et Jean-Baptiste de la Salle ferme. L'association d'éducation populaire (AEP) devient OGECIFE (organisme de gestion des écoles catholiques Immaculée et Fénelon Elbeuf). Le 28 février 1967, le Père Bardon signe avec l'Etat le contrat d'association pour l'institution.
Jusqu'en 1972, des bâtiments sont régulièrement remis à neuf, des installations sont construites (terrains de sport, réfectoires.). Dans la même période, le nombre d'élèves ne cesse d'augmenter, à la fois en l'externat comme dans l'internat. En 1970, un nouvel internat, réservé aux filles et tenu par des sœurs, est créé, et l'internat atteint son nombre maximal de pensionnaire. En 1971, est construit le dernier bâtiment (rue de l'abbé Becquet) avant 20 ans, mais surtout, l'Institution Fénelon devient un établissement sous contrat d'association avec l'État. La fin des années 1970 est marquée par le départ du 11e et dernier directeur religieux, le père Bardon. Dès lors, les autres directeurs seront des laïcs.
En 1992, un nouveau bâtiment est construit, qui contient les salles de physiques et de SVT. La dernière construction en 1995 est celle d'une partie du collège surnommée Fénelon-2000, qui offre en plus des salles de cours un préau aux élèves.
En 2004, Fénelon absorbe l'école Sainte Jeanne d'Arc d'Elbeuf qui connaît des difficultés. Elle fermera le 31 août 2009. En 2007, Fénelon absorbe l'école Saint-Joseph de Oissel.
En parallèle, l'école Notre-Dame connaît une évolution d'abord indépendante de l'Institution Fénelon. L'établissement est reconnu par l'Etat depuis le 30 août 1948 et forme des ouvrières qualifiées en lingerie, couture, broderie et repassage. En raison du décès accidentel de la directrice, il n'est plus possible pour l'établissement qui à la dénomination d'Ecole technique de Bosc Féré de rester dans la localité de Thuit Signol. Le 7 juillet 1955, L'école Notre-Dame est donc transférée à Elbeuf dans l'Orphelinat de la Providence et prend le nom d'"École Technique Notre-Dame". Elle ne comportait qu'une seule section, dite industrielle, pour des CAP Couture-Flou, Lingerie et Broderie, qui comptait 21 élèves.
L'école s'agrandit au cours des années 1950-1960, avec de nouvelles filières (CAP vente en 1956), mais avec une difficulté relative, puisqu'elle est hors-contrat. À la rentrée 1969-1970, 153 élèves sont dans l'établissement.
L'agrandissement successif du Lycée professionnel dépasse l'équipement de ce dernier, qui lance un programme d'équipement à partir de 1977, ainsi que l'agrandissement des locaux.
Entre 2015-2017, le Lycée professionnel se rapproche et intègre l'ensemble scolaire Fénelon. L'OGECIFE devient OGEC-ECE (organisme de gestion de l'enseignement catholique Établissements Catholiques Elbeuviens). Aujourd'hui, le lycée professionnel comptabilise près de 300 élèves.
Le 27 septembre 2024, le lycée est fermé en raison de problèmes d'infrastructures. Les mesures de sécurité sont prises. Il peut rouvrir partiellement le 2 décembre 2024. La filière commerce est hébergée à Fénelon. Dans le même temps, l'Ogec cherche et trouve un nouveau lieu pour le lycée Notre-Dame. La rentrée 2026 est programmée dans les locaux de l'Afpa d'Elbeuf.

## Événements marquants
Le salon du livre, organisé en lien avec l'association "plumes en Seine", se tient dans le lycée général tous les ans au mois de novembre. En 2019, 30 auteurs étaient présents, dont Michel Bussi, invité d'honneur, ancien élève de Fénelon. En 2021, l'invitée d'honneur était Anny Dupérey alors que le salon accueillait plus de 40 auteurs.En 2022, l'invité d'honneur est Philippe Torreton, Claude Sérillon est également invité autour de près de 50 auteurs .
La chapelle de l'établissement a été rénovée et a été inaugurée en 2017.
Les bâtiments de l'école Immaculée Conception ont été rendus à la congrégation des Sœurs de Cluny le 8 février 2022.
Dix lycéens de Fénelon créent en mars 2023 l'Association lycéenne Fénelon (ALF).
Rentrée scolaire 2024, le groupe Fénelon met en place une tenue institution. Cela résulte d'une réflexion de près de dix ans et de diverses expériences (un sweat comme cadeau de départ au lycéen, un vêtement commun proposé par l'association des parents ). 

## Enseignements et activités
L'institution Fénelon dispose d'une charte de l'enseignement à distance.
Le forum des métiers de Fénelon est organisé tous les ans au mois de janvier. La classe des terminales STMG l'organise sous l'égide de l'enseignante en charge de l'orientation.

### Lycée Professionnel Notre-Dame
Le Lycée Professionnel Notre-Dame propose sept formations dans trois pôles métiers (tertiaire, industriel et médico-technique), avec une classe de 3ème prépa-métiers.
Cinq Bacs professionnels: Optique/Lunetterie, technicien en prothèse dentaire, Métiers de l'électricité et de ses environnements connectés, Métiers du commerce et de la vente option A, Assistance à la gestion des organisations et de leurs activités (ex Gestion administration).
Deux CAP: Un CAP électricien et un CAP Equipier polyvalent du commerce.

### Lycée Général et Technologique Fénelon
Mise en place de "classes lectures", dans les classes de 6e et 5e, pour lesquelles Fénelon est pilote de ce projet à l'échelle nationale, c'est le seul établissement privé à avoir été mis pilote d'un projet par le ministère de l'éducation nationale. Le principe est de réserver les dix premières minutes de cours à de la lecture, et d'inciter les élèves à lire des textes variés et leur donner l'envie de lire avant la classe de 4e.
Le dispositif des responsables de niveau, composé de cadres de la vie scolaire, permet de suivre au plus près les élèves à besoin particulier en lien avec les professeurs principaux. Cette organisation est propre à cet établissement.
Depuis septembre 2012, le collège, a signé des partenariats avec des clubs sportifs de la région de Rouen et d'Elbeuf, pour permettre aux collégiens de concilier scolarité et pratique de leur sport, en aménageant l'emploi du temps, deux jours par semaine.

## Galerie

### Les chefs d'établissement de l'Institution Fénelon
1885 -  1886 : Edmond Morisset
1886 -  1894 : abbé Charles Boutard (jusqu’au 31 décembre)
1895 -  1904 : abbé Emile-Ambroise Maurice (à partir du 1er janvier et jusqu’au 31 décembre)
1905 -  1917 : abbé Charles, Joseph Alleaume
1917 -  1926 : abbé Modeste, Jules Coruble
1926 -  1938 : abbé Maurice, Henri Malsang
1939 -  1951 : abbé Pierre, Jean Paulet
1951 -  1955 : abbé Louis-Jacques-Georges Artus
1955 -  1965 : abbé Hippolyte Micaux
1965 -  1979 : abbé Gabriel Bardon
1979 - de septembre à novembre : Bernard Levallois
1979 - 1999 : Jean-Louis Denis
1999 - 2010 : Bruno Dolhem jusqu'en mai
2010 - 2010 : Hervé Lecomte de mai à août
2010 - 2016 : Didier Retourné
2015 - 2016 : trois intérims de la direction diocésaine (Gilles Solano, Loïc Tanvez, Marie Delorme)
2016 - 2017 : Philippe Roger
2017 - 2019 : Jean-François Rodas
2019 - 2020 : Michel Farouil
2020 - : Jean-Marc Jaffré

### Chefs d'établissement de Notre-Dame
1948 – 1955 : Madame Bellest
1955 – 1958 : Madame Marie-Christine Guérin Roze
1958 – 1969 : Madame Delande
1969 – 1997 : Madame Nicole Dubois
1997 – 2009 : Madame Isabelle Gergondet
2009 – 2015 : Monsieur Pierre Alexandre Temmerman
2015 – 2016 : Monsieur Didier Retourné
2016 – 2017 : Monsieur Philippe Roger
2017 – 2019 : Monsieur Jean-François Rodas
2019 – 2020 : Monsieur Michel Farouil
2020 - : Monsieur Jean-Marc Jaffré

### Bâtiments

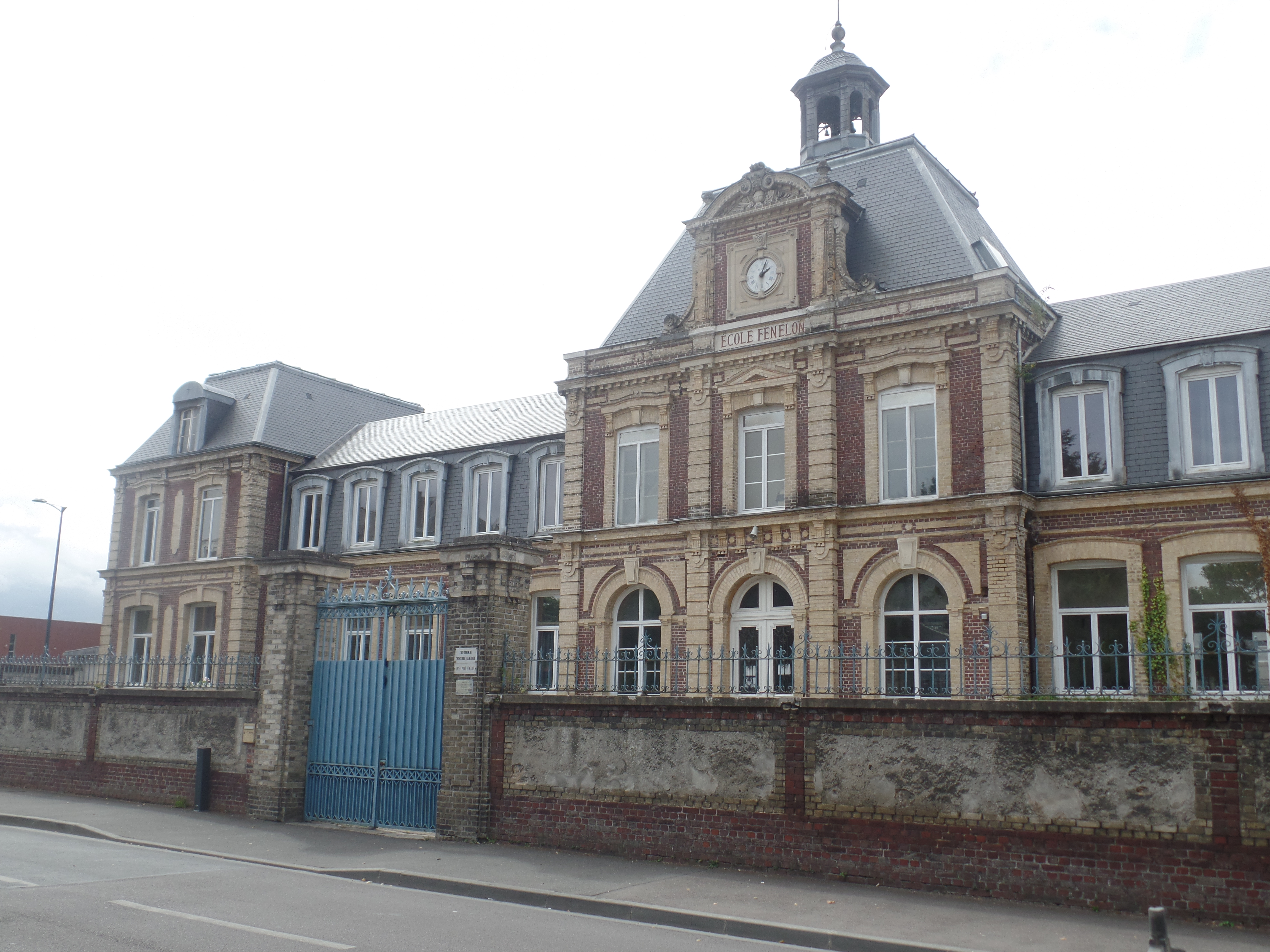
Vue du Bâtiment principal depuis le 2 rue d'Alsace (Elbeuf) Collège-Lycée Général et Technologique
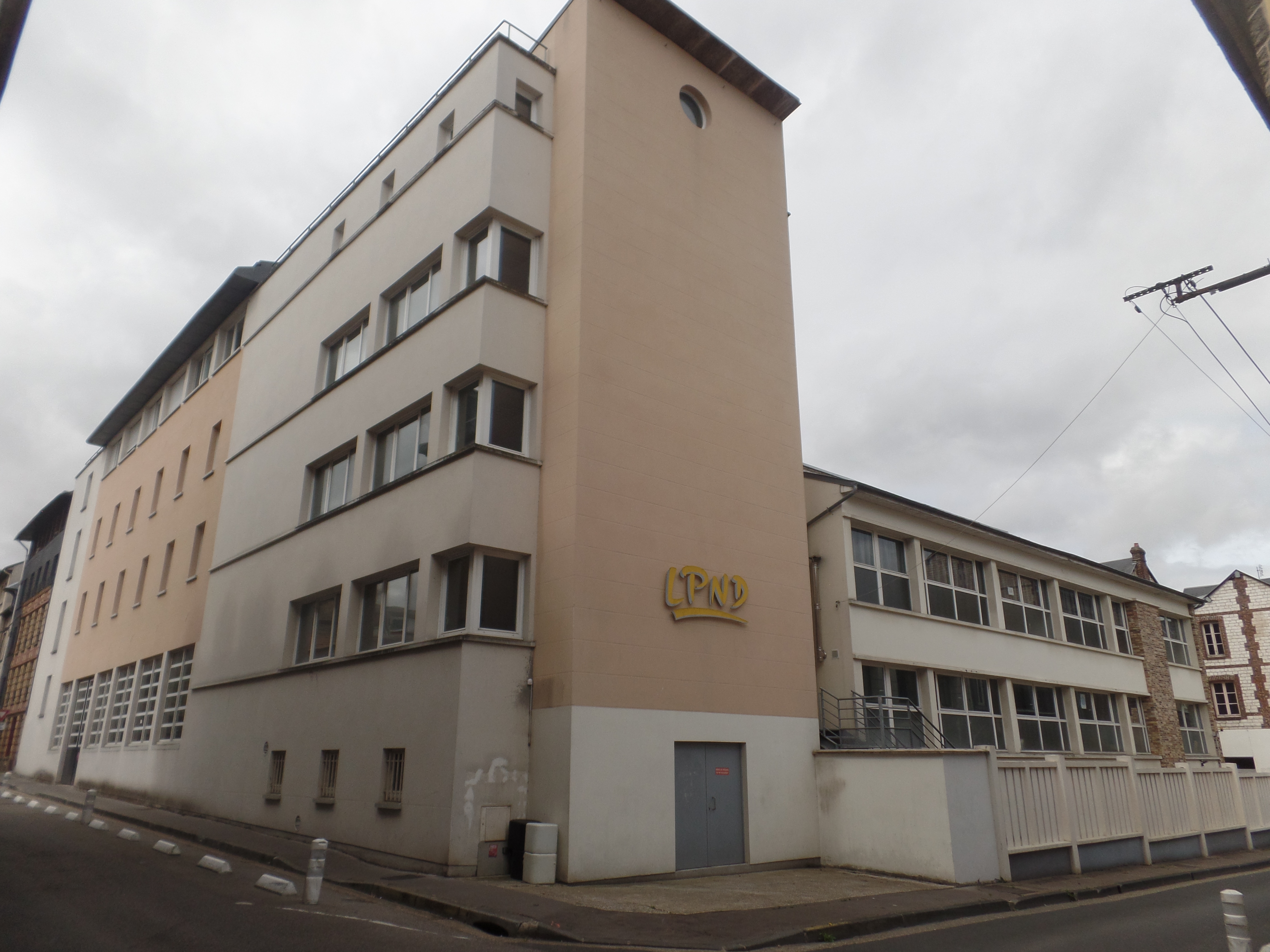
Vue depuis le 22 rue Isidore Lecerf (Elbeuf) Lycée Professionnel
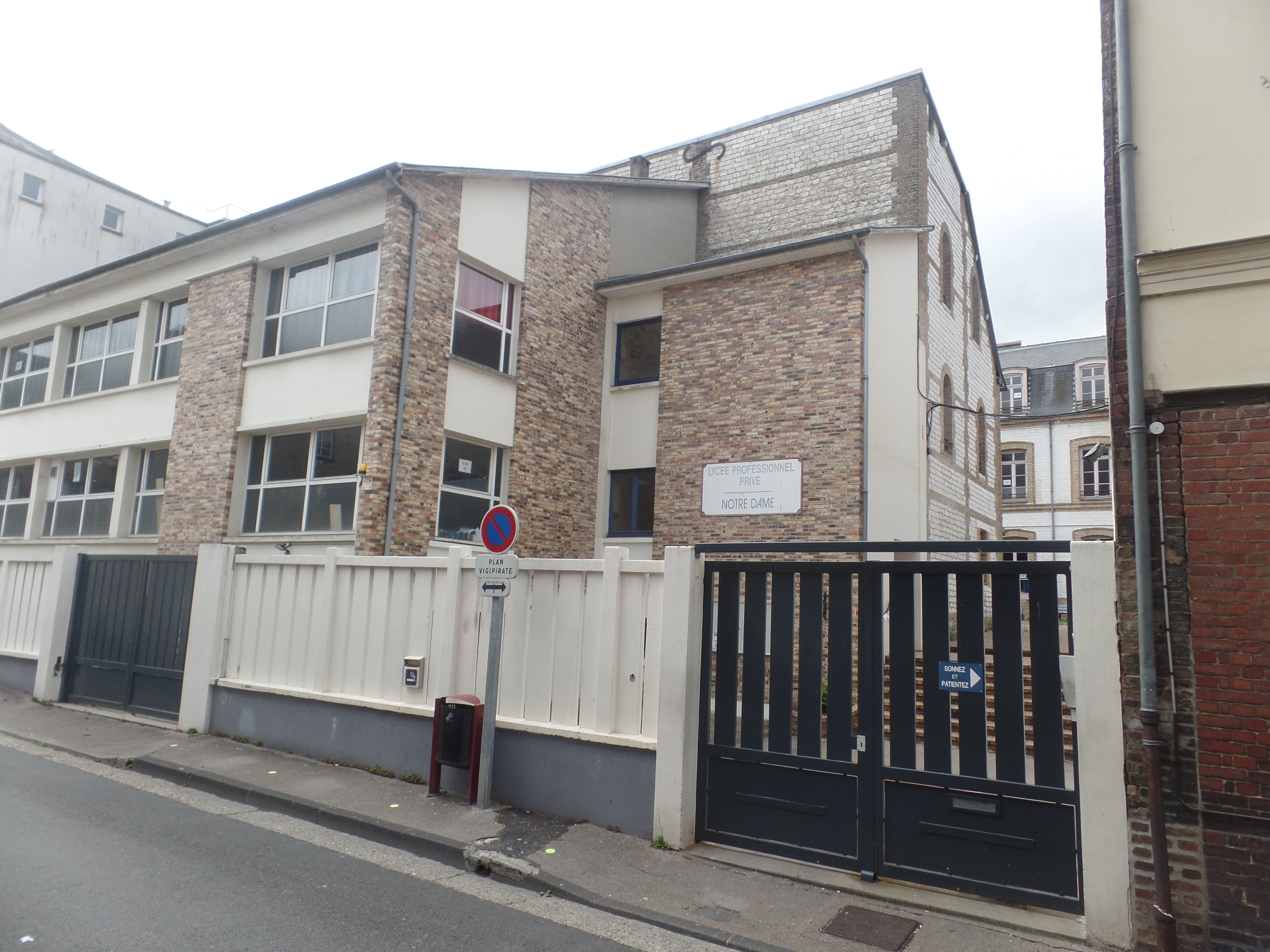
Vue de l'entrée au 5 Rue Hervieux (Elbeuf) Lycée Professionnel

### Logos

#### Logos actuels
Les logos actuels ont été ajoutés le 30 juillet 2020, ils sont dessinés en utilisant la charte graphique des Établissements Catholiques d'Elbeuf (ECE), à savoir une demi-rosace.

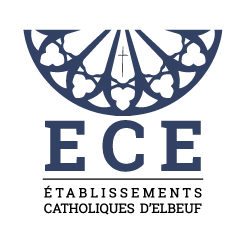
Logo des ECE (Établissements Catholiques d'Elbeuf)
Logo du Lycée Professionnel Notre Dame
Logo du Lycée Général et Technologique Fénelon

#### Anciens logos

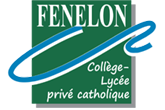
Ancien logo du collège-lycée général et technologique Fénelon
Ancien logo du lycée professionnel Notre-Dame
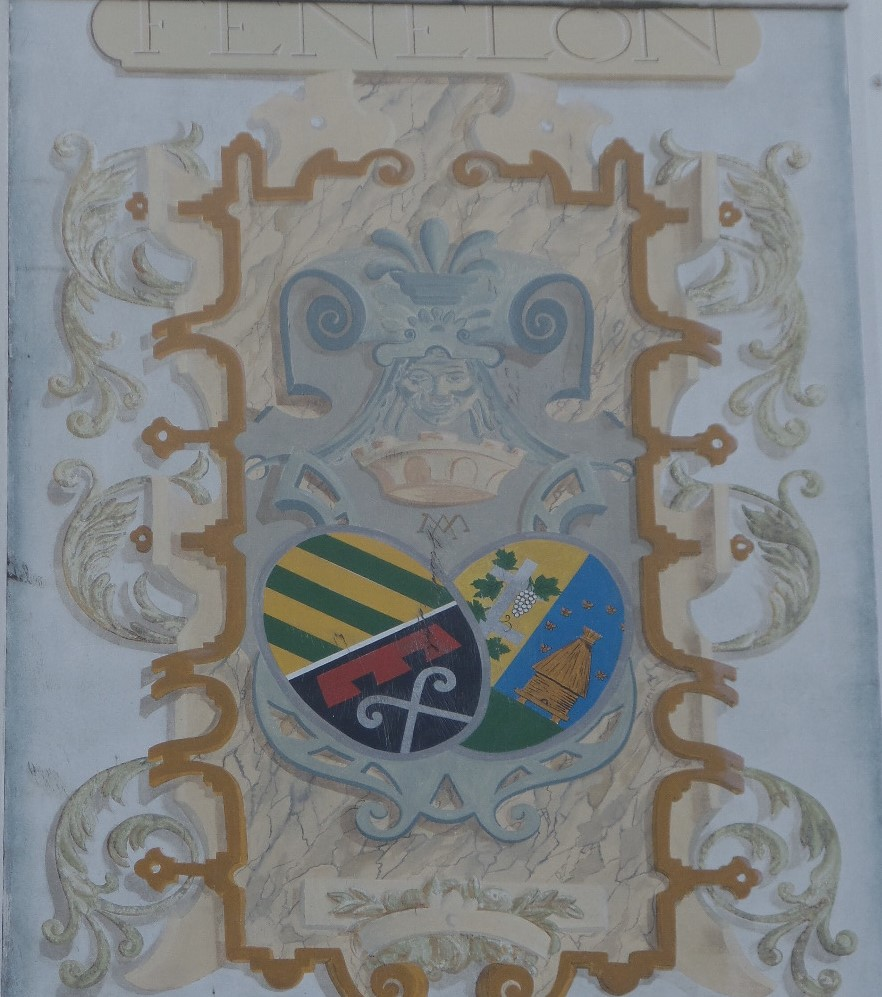
Ancien blason de l'institution